# Friedrich Ernst Peters
Friedrich Ernst Peters (* 13. August 1890 in Luhnstedt; † 18. Februar 1962 in Schleswig) war ein deutscher Schriftsteller. Einige seiner Gedichte waren über Jahre Bestandteil des schulischen Lektürekanons in Schleswig-Holstein. Seine plattdeutsche Dorfchronik Baasdörper Krönk zählt zu den wichtigsten Werken in niederdeutscher Sprache.

## Leben
Friedrich Ernst Peters wurde als Sohn des Böttchermeisters Claus Peters und seiner Ehefrau Marie, geborene Struwe, als das dritte von vier Kindern geboren. Seinem Heimatdorf blieb er zeit seines Lebens verbunden: „Meine Heimat ist das holsteinische Dorf Luhnstedt. Ihm bin ich so sehr verbunden, dass noch heute meine Träume zum Aufbau ihrer Landschaften immer wieder Luhnstedts Wälder und Wiesen, seine Moore und Heiden verwenden müssen.“ Mit der Baasdörper Krönk (1932 beendet, 1976 posthum veröffentlicht) setzte er Luhnstedt ein literarisches Denkmal. 1905 begann er eine sechsjährige Ausbildung zum Volksschullehrer an der Präparandenanstalt in Barmstedt und am Lehrerseminar in Uetersen, wo er 1911 die erste Lehrerprüfung ablegte. Von 1911 bis 1914 war er Lehrer in Immenstedt, Merkendorf und Lürschau und absolvierte seinen einjährigen Militärdienst in Lübeck von April 1912 bis März 1913. Im September 1914 eingezogen, geriet er bereits zu Kriegsbeginn in französische Gefangenschaft und konnte erst 1920 nach Luhnstedt zurückkehren. Im gleichen Jahr heiratete er die Lehrerin Anny Warnsholdt (1892–1961), die er 1911 in Immenstedt kennengelernt hatte. Von 1920 bis 1922 war er Hilfslehrer an der Taubstummenanstalt in Schleswig. 1922 bis 1923 absolvierte er in Berlin eine Zusatzausbildung zum Taubstummenlehrer und war dann seit 1923 weiter in Schleswig an der Landesgehörlosenschule tätig, wo er 1927 zum Taubstummenoberlehrer befördert wurde. 1925 wurde die einzige Tochter geboren.
Im Nationalsozialismus konnte Peters ungehindert weiter publizieren. Zu seinen schriftstellerischen Kontakten gehörte der nationalsozialistische Dichter Hermann Claudius, der ihn förderte. 1943 schrieb Claudius ihm für die Gedichtsammlung Licht zwischen zwei Dunkeln das Geleitwort. In den 1930er Jahren schrieb er Gedichte und Erzählungen für die katholische Zeitschrift Das Wort in der Zeit.
Nach dem Ende des Nationalsozialismus wurde er 1946 Direktor der Landesgehörlosenschule in Schleswig. Er starb am 18. Februar 1962 und liegt in Jevenstedt begraben.

## Werk
Friedrich Ernst Peters erster Gedichtband Totenmasken erschien 1934, er begann aber bereits vorher zu schreiben. Seine Muttersprache war Plattdeutsch. Erst mit sieben Jahren lernte er in der Schule Hochdeutsch und fing dann an, glaubt man seinem autobiographischen Werk Preis der guten Mächte, Gedichte und Märchen auf Packpapier zu kritzeln. Seine Erinnerungen, Kriegsgefangener in Frankreich (1914–1920), schrieb er schon 1927 nieder. Die Zeit in Frankreich bezeichnete er als die „Hohe Schule“ seiner Jugend. „Sie ermöglichte es mir, in einem fremden Volk, in seiner Wesensart und Literatur wirklich zu leben; sie führte auch zu einer ersten Begegnung mit englischer Sprache und Dichtung.“

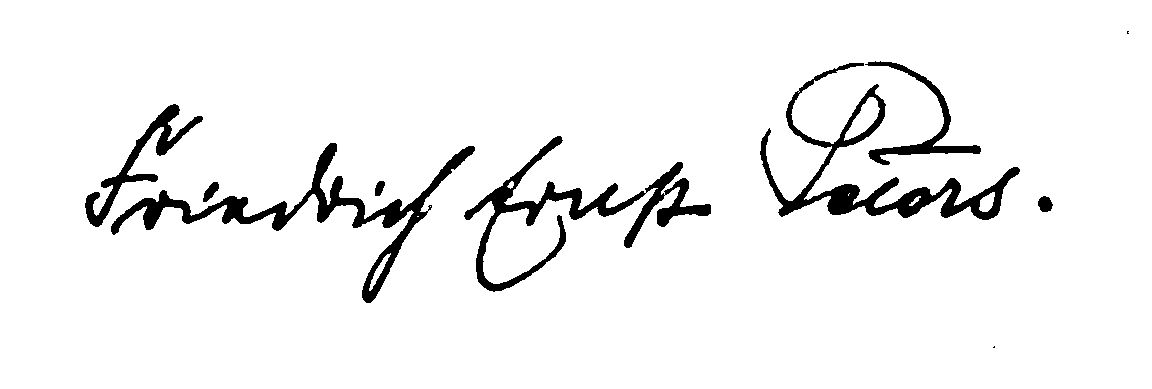
F. E. Peters Unterschrift

Das Manuskript der Baasdörper Krönk, seines wohl bedeutendsten Werkes, entstand in den dreißiger Jahren. Die Krönk gilt als wichtigster plattdeutscher Roman seit Johann Hinrich Fehrs’ Maren und beschäftigt die Forschung zur niederdeutschen Literatur bis heute. Es handelt sich um eine Chronik eines holsteinischen Dorfes, das in den Jahren 1900 bis 1920 eine tiefe Wandlung durch Eisenbahnbau und italienische Bauarbeiter erfuhr. Der Roman trägt autobiographische Züge. Der Schauplatz ähnelt stark Luhnstedt, dem Geburtsort Friedrich Ernst Peters, so dass man das Werk auch als Schlüsselroman lesen kann. In der Rezeption wurden eine Vielstimmigkeit des Romans, ein Verzicht auf eine durchgehende Handlung und das verstärkte Auftreten der personalen gegenüber der auktorialen Erzählhaltung hervorgehoben.
Ein weiterer, auch ins Hochdeutsche übertragener Roman thematisiert ebenfalls den fiktiven Ort Baasdorf (der ironisch überhöhte Name leitet sich aus dem Niederdeutschen ab: Baas – der Beste – ab): Die dröge Trina (1946). Es handelt sich um die Weiterentwicklung einer Episode aus der Krönk, in deren Zentrum die raffgierige Trina Dührsen steht.
Friedrich Ernst Peters schrieb Gedichte, Romane, Erzählungen, autobiographische Texte, Essays, Literaturkritik und Übersetzungen aus dem Französischen. „Zwar ist Schleswig-Holstein in seinen Büchern unverkennbar vorhanden, aber es verwandelt sich durch den Zauber des Wortes und die Tiefe der Gedanken in das Allgemeine. Peters ist keiner Schule, keinem Ismus zuzurechnen, er – und das ist für ihn kennzeichnend – prägt neue Gedanken der Zeit mit den Mitteln klassischer Formen.“ Von regen Kontakten mit Schriftstellern und Künstlern seiner Zeit zeugt ein umfangreicher Briefwechsel, insbesondere mit dem Maler Hans Holtorf.
Peters war Mitglied des Gesamtvorstandes der Gesellschaft für deutsche Sprache mit damaligem Sitz in Lüneburg und Mitglied des Präsidiums der Theodor-Storm-Gesellschaft in Husum.

## Auszeichnungen und Ehrungen
- 1939 Schleswig-Holsteinischer Literaturpreis für den Roman Der heilsame Umweg (1938).
- 1955 Universitätsmedaille der Christian-Albrechts-Universität zu Kiel
- 1955 Lornsen-Kette des Schleswig-Holsteinischen Heimatbundes
- 1956 Verdienstkreuz Erster Klasse der Bundesrepublik Deutschland
- 1990 zum hundertsten Geburtstag des Dichters wurde an das Geburtshaus in Luhnstedt eine Gedenktafel von Walter Rößler angebracht. Vor dem Haus wurde eine Linde gepflanzt in Erinnerung an die Linden, die Peters in seinen Schriften verewigt hat.

## Künstlerische Darstellungen
- Bildnisbüste Friedrich Ernst Peters vom Kieler Bildhauer Walter Rößler (Schleswig, Schloss Gottorf)
- Medaillon Friedrich Ernst Peters von Walter Rößler (Medaillenkabinett der Hamburger Kunsthalle)
- Zwei Gemälde Friedrich Ernst Peters von Alexej von Assaulenko (Plön, Alexej von Assaulenko Kulturstiftung und Schleswig-Holsteinische Landesbibliothek), ein Profilbild und ein Frontalbild.
- Gedichte von Friedrich Ernst Peters wurden vertont von Erwin Zillinger, Alfred Huth, Gertrud Trenktrog, Jörn Thiel und Theodor Goos.

## Werke
(in Auswahl)

### Schriften
Zahlreiche Texte sind mit hochdeutschen Übertragungen ins Netz gesetzt: 
- Heine Steenhagen wöll ju dat wiesen! Die Geschichte eines Ehrgeizigen.[8] 1925. Hrsg. Ulrike Michalowsky, Husum, Husum-Verlag, 2012; Online: Potsdam, Universitätsverlag Potsdam, 2012, Zweisprachig Plattdeutsch-Hochdeutsch, mit im Anhang: Anmerkungen zur Frage des Plattdeutschen
- Jochen Pahl un de Subrekter.[9] In: Uns' Moderspraak. Bladd foer plattdütsche Lüd' 1961
- Baasdörper Krönk. 1932. Roman. Aus dem Nachlass hrsg. von Wolfgang Lindow und Paul Selk unter Mitarbeit von Frauke Michalowsky, 1975 – 2. Aufl. 1986
- De Arbeit gifft den Takt an. In: Eutiner Almanach. 1940

### Hörbuch
- Dieter Andresen liest [aus der Baasdörper Krönk von] Friedrich Ernst Peters: Live in der Gehörlosenschule in Schleswig, 2004 - 1 CD
- Ivo Braak hat mehrfach aus der Baasdörper Krönk gelesen. Einige dieser Lesungen wurden in Hörbuch-Compilationen veröffentlicht.